# Iwaniwka (hromada Ułaszaniwka)
Iwaniwka (ukr. Іванівка) – wieś na Ukrainie, w obwodzie chmielnickim, w rejonie szepetowskim, w hromadzie Ułaszaniwka. W 2024 liczyła 449 mieszkańców.